# Marion de Lorme
Marion de Lorme er en fransk stumfilm fra 1918 af Henry Krauss.

## Medvirkende
- Pierre Renoir - Louis XIII
- Nelly Cormon - Marion Delorme
- Jean Worms
- Armand Tallier - Gaspard de Saverny
- Pierre Alcover - Laffemas